# Greg Giraldo
Greg Giraldo, född 10 december 1965 i The Bronx, New York, död 29 september 2010 i New Brunswick, New Jersey, var en amerikansk ståuppkomiker. Innan han blev komiker studerade han på Harvard University och arbetade som jurist.
Han har bland annat medverkat i roastprogram på Comedy Central.
Giraldo föddes i The Bronx men växte upp i Queens.
Han avled som en följd av överdosering av medicinska preparat.

## Diskografi
- Good Day to Cross a River (2006) Comedy Central Records
- Midlife Vices (2009) Comedy Central Records